# Paillage (siège)

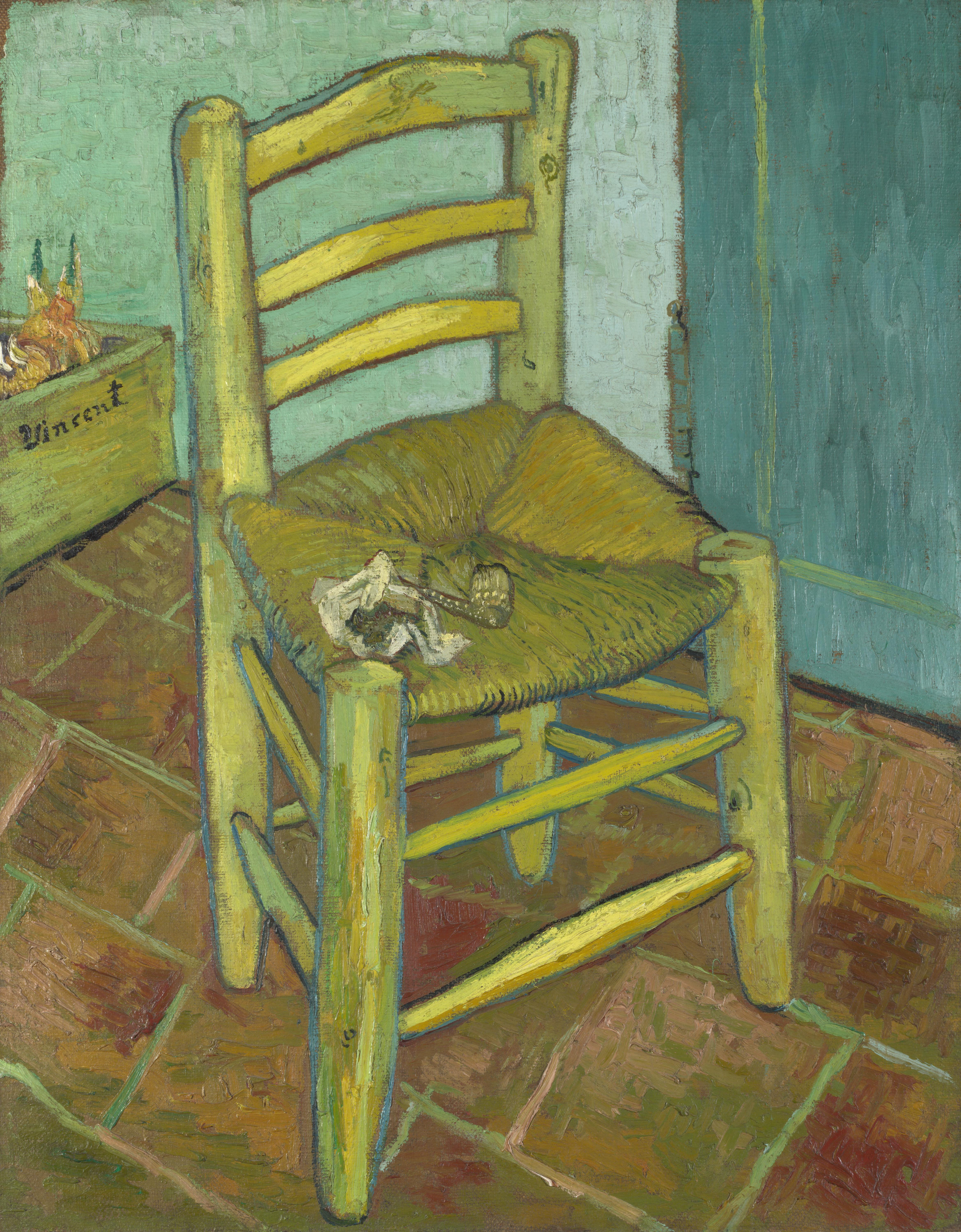
La Chaise de Vincent, par Vincent van Gogh (1888).

Le paillage ou empaillage consiste à utiliser de la paille ou tout autre matériau pour confectionner une partie, généralement l’assise, de certains sièges ( chaises, fauteuils, etc.). Le rempaillage est le remplacement de cette garniture originelle.

## Historique
Le paillage des sièges est une pratique qui concerne plus particulièrement le mobilier populaire, développé dans les zones rurales où la matière première, la paille de seigle pour le recouvrement et la laîche plus utilisée pour le façonnage du cordon, est abondante et permet de réaliser des chaises peu onéreuses, composées d’une ossature de rondins de bois et d’une assise paillée, d’une fabrication artisanale et locale.
Apparu après la renaissance italienne, fin du XIVe siècle, les sièges paillés font leur apparition dans tous les domaines de la société du paillage simple tressage au cannage plus raffiné pour les sièges à partir des styles Régence et Louis XV.
Aujourd’hui, les meubles paillés sont toujours utilisés. Cependant, le coût de la main d’œuvre représente une part non négligeable du prix final de la réalisation d'une assise, puisqu'il faut en moyenne une journée de travail à un artisan chevronné pour la réaliser dans les règles de l'art.  Une fabrication industrielle et l’emploi de matières synthétiques permettent de réduire les prix pratiqués dans les magasins de décoration.

## Le paillage ou empaillage

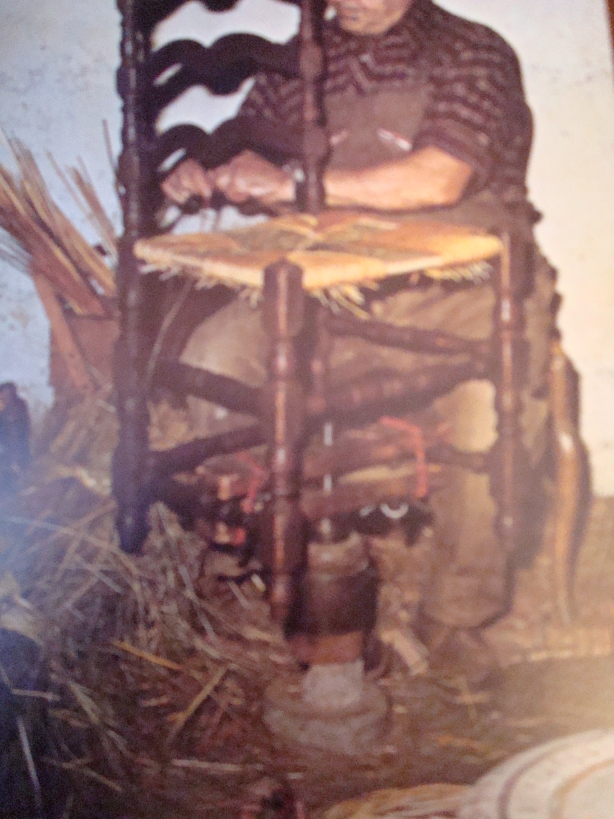
Empailleur de chaise.

L'artisan agit en plusieurs étapes :
- Dépose éventuelle d'un vieil empaillage en cas de rempaillage.
- Choix du matériau selon des contraintes de disponibilité du lieu, de style et d'esthétique, de solidité, de coût... C'est souvent de la paille des marais ou laîche, de la paille de seigle traitée ou paille dorée, du carex, des feuilles de maïs, du scirpe ou jonc des chaisiers recouverts ou non de paille. Les matériaux sont de plus ou moins de grosse section, plus ou moins serrés et solides.
- Placement du matériau sur l'assise du siège en formant un rembourrage puis la partie externe visible, quelquefois avec un dessin formé par des brins de teintes différentes.

## Métier
Le métier d'empailleur est ancien et perdure aussi grâce aux chantiers de restauration de mobilier. Il est souvent commun à la vannerie et au cannage. De nombreuses associations, particulièrement en zone rurale et semi-rurale, perpétuent cet artisanat.

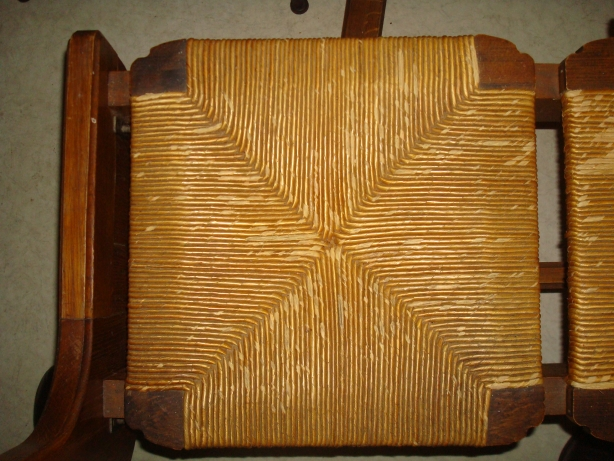
Assise paillée
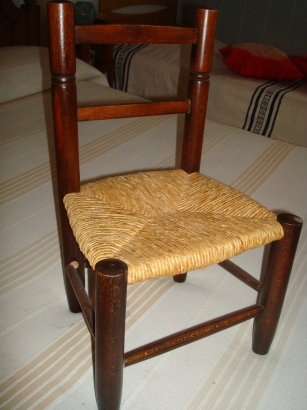
Chaise paillée
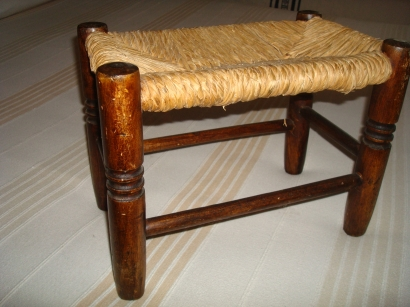
Tabouret paillé